# توماس لانگوسیوا

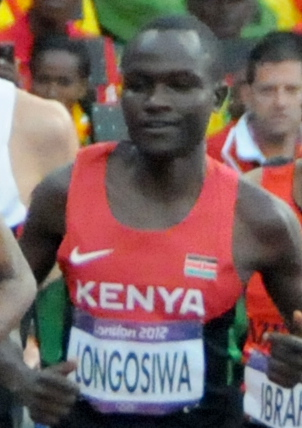
توماس لانگوسیوا - المپیک تابستانی ۲۰۱۲

توماس لانگوسیوا (انگلیسی: Thomas Longosiwa؛ زادهٔ ۱۴ ژانویهٔ ۱۹۸۲) یک دونده دو استقامت اهل کنیا است. 
از افتخارات وی میتوان به کسب مدال برنز دو ۵۰۰۰ متر در بازی‌های المپیک تابستانی ۲۰۱۲ اشاره کرد.